# Alex Barclay
Alex Barclay Pseudonym, eigentlich Eve Barclay (* 1974 in Dublin, Irland) ist eine irische Schriftstellerin. Sie ist eine studierte Journalistin und arbeitete für verschiedene Frauenzeitschriften und als Mode-Redakteurin für die irische Rundfunkgesellschaft RTÉ. Ihre Karriere gab sie 2003 zugunsten der Schriftstellerei auf.

## Werke
NYPD-Detective Joe Lucchesi – Serie
- Darkhouse. 2005 (Schattenturm. übersetzt von Karin Meddekis, Lübbe, Bergisch Gladbach 2006, ISBN 978-3-7857-2239-8)
- The Caller. 2007 (Blutbeichte. übersetzt von Karin Meddekis, Lübbe, Bergisch Gladbach 2007, ISBN 978-3-404-15692-4) Die französische Ausgabe erschien unter dem Titel Last Call[3] (2008).

Diese zwei Romane erschienen auch als Hörbücher, gelesen von Sascha Rotermund.
FBI-Agent Ren Bryce – Serie
- Blood Runs Cold. 2008 (Weiße Stille. übersetzt von Karin Meddekis, Lübbe, Bergisch Gladbach 2009, ISBN 978-3-7857-6008-6)
- Time of Death. 2009

## Auszeichnungen
- 2009 erhielt sie den Irish Book Award im Bereich Krimi für Blood Runs Cold.